# Gradius III
Gradius III, chamado no Japão de Gradius III: Densetsu kara Shinwa e (グラディウスIII -伝説から神話ヘ-), é um jogo eletrônico shoot 'em up desenvolvido e publicado pela Konami. Foi originalmente lançado para arcades exclusivamente no Japão em dezembro de 1989, recebendo uma versão para Super Nintendo Entertainment System em dezembro do ano seguinte no Japão e em agosto de 1991 na América do Norte.

## Jogabilidade
O jogador retorna com o papel de piloto da nave Vic Viper para combater as investidas do Império Bactériano.  Estágio 4 é notório por ser o único nível pseudo-3D como sempre aparecem na série Gradius.

## Critica
Como nos jogos ateriores, a critica foi positiva, tanto por criticos de jogos quanto pelos fãs, o IGN deu a esse jogo a nota de 8,5, pelos gráficos do jogo e pela sua jogabilidade.